# Черниловский-Сокол, Николай Иванович
Никола́й Ива́нович Чернило́вский-Со́кол (27 августа (8 сентября) 1881 — 26 ноября 1936) — офицер Российского Императорского флота, капитан 1-го ранга (1917). Участник Русско-японской, Первой мировой и гражданской войн, Георгиевский кавалер. Контр-адмирал Украинской державы (1918).

## Биография
Из дворян, уроженец Киевской губернии. Родился в семье офицера 6-го саперного батальона, расквартированного в губернском городе Киеве. Православного вероисповедания.
В 1895 году был зачислен кадетом в Морской кадетский корпус в Санкт-Петербурге.
В военную службу вступил в 1898 году гардемарином Морского корпуса; был произведен в унтер-офицеры. С отличием окончил курс Морского корпуса (выпускник 1901 года). 6 мая 1901 года, после прохождения одногодичной морской практики на судах флота, произведен в мичманы и назначен на службу в 11-й Балтийский флотский экипаж.
19 июля 1901 года мичман Черниловский-Сокол был назначен ревизором крейсера 1-го ранга «Варяг» эскадры Тихого океана. В 1901—1904 годах был в заграничных плаваниях на крейсере «Варяг».
Участник Русско-японской войны. 27 января 1904 года участвовал в бою «Варяга» с японской эскадрой в Чемульпо. По приказу командира крейсера подготовил корабль к взрыву. После боя был интернирован, затем отправлен в Россию. По возвращении в марте 1904 года с Дальнего Востока, поступил на службу в Кронштадте.
С сентября 1904 года — слушатель Минного офицерского класса. С 17 апреля 1905 года — лейтенант.
25 апреля 1905 года окончил Минный офицерский класс, получив квалификацию «минный офицер 2-го разряда».
С 13 сентября 1906 года — в прикомандировании к офицерскому составу Морского кадетского корпуса. С 11 сентября 1907 года — младший отделённый начальник Морского кадетского корпуса.
С 6 декабря 1910 года — старший лейтенант (за отличие по службе). С 1 августа 1911 года — старший отделённый начальник Морского корпуса (одновременно в 1909—1916 годах — флагманский минный офицер штаба командующего отрядом судов, назначенных для плавания с гардемаринами и кадетами Морского корпуса).
6 декабря 1913 года, за отличие по службе, произведен в капитаны 2-го ранга, со старшинством в чине с 6 декабря 1912 года.
С 14 апреля 1914 года — на Черноморском флоте, — старший офицер крейсера «Кагул».

### Первая мировая война
В 1914—1915 годах капитан 2-го ранга Черниловский-Сокол — старший офицер крейсера «Кагул» Черноморского флота.
В 1916 году — начальник отрядов и средств борьбы с подводными лодками. С 3 мая 1916 года — командир эскадренного миноносца «Дерзкий».
Март 1917 года — член севастопольского Центрального военно-исполнительного комитета Черноморского флота от офицеров флота. В апреле 1917 года подписал опубликованное в газете воззвание офицеров — сторонников демократической республики. Был активным сторонником украинизации Черноморского флота.
28 июля 1917 года произведен по Статуту ордена Святого Георгия в капитаны 1-го ранга со старшинством в чине с 6 декабря 1913 года.
Август 1917 года — начальник Черноморской воздушной дивизии.

### Революция и Гражданская война в России
В мае 1918 года Николай Иванович Черниловский-Сокол — представитель Центрофлота Чёрного моря на переговорах с командованием наступающих на Севастополь немецких войск.
1918 год — произведен гетманом П. П. Скоропадским в контр-адмиралы; начальник штаба официального представителя Морского министерства Украинской державы в Севастополе.
Ноябрь 1918 года — начальник штаба «белого» Черноморского флота. Март 1919 года — врид начальника Управления снабжения флота.
Апрель 1919 года — эвакуирован в Константинополь. Оттуда перебрался в Сибирь, на территорию, контролируемую правительством Колчака.
Сентябрь 1919 года — во Владивостоке зачислен в списки Морских сил на Дальнем Востоке в чине контр-адмирала.
С 1 февраля 1920 года — командующий Сибирской флотилией (приказ Временного правительства Приморской областной земской управы), одновременно — директор маяков и лоций Тихого океана и командир Владивостокского порта. 26 июля 1921 года — отстранён от должности и уволен в отставку с зачислением в резерв штаба Сибирской флотилии.
1922 год — остался во Владивостоке, получил должность начальника Морских сил Дальневосточной республики. Вскоре эмигрировал в Китай.
Умер 26 ноября 1936 года в Тяньцзине (Китай).

## Награды
- 1901 — Знак «В память 200-летнего юбилея Морского корпуса»
- 23.02.1904 — Орден Святого Георгия IV степени, — «...в воздаяние геройского подвига, оказанного крейсером 1-го ранга „Варяг“ и мореходною канонерскою лодкою „Кореец“ в бою 27 янв. 1904 г. с японскою эскадрой»
- 1904 — Серебряная медаль «За бой „Варяга“ и „Корейца“»
- 1906 — Светло-бронзовая медаль «В память русско-японской войны»
- 06.12.1906 — Орден Святого Станислава III степени[1]
- 06.12.1909 — Орден Святой Анны III степени
- 1910 — Золотой знак «В память окончания полного курса Морского корпуса»
- 1913 — Светло-бронзовая медаль «В память 300-летия царствования Дома Романовых»
- 14.04.1913 — Орден Святого Станислава II степени
- 1915 — Светло-бронзовая медаль «В память 200-летия морского сражения при Гангуте»
- 18.04.1915 — Орден Святой Анны II степени с мечами
- 15.04.1916 — Орден Святого Владимира IV степени[5]
- 26.08.1916 — Георгиевское оружие[5] (Высочайше утверждено 05.09.1916)